# Jiannan (köpinghuvudort i Kina, Hubei Sheng, lat 30,44, long 108,53)
Jiannan (kinesiska: 建南, 建南镇) är en köpinghuvudort i Kina. Den ligger i provinsen Hubei, i den centrala delen av landet, omkring 550 kilometer väster om provinshuvudstaden Wuhan. Antalet invånare är 47 264. Befolkningen består av 22 897 kvinnor och 24 367 män. Barn under 15 år utgör 26,0 %, vuxna 15-64 år 60 %, och äldre över 65 år 12,0 %.
Runt Jiannan är det ganska tätbefolkat, med 172 invånare per kvadratkilometer. Jiannan är det största samhället i trakten. I omgivningarna runt Jiannan växer i huvudsak blandskog.
Genomsnittlig årsnederbörd är 1 547 millimeter. Den regnigaste månaden är maj, med i genomsnitt 260 mm nederbörd, och den torraste är januari, med 15 mm nederbörd.